# پورت اینان
پورت اینان (به انگلیسی: Port Eynon) یک منطقهٔ مسکونی در بریتانیا است که در سوانزی واقع شده‌است. پورت اینان ۵۷۴ نفر جمعیت دارد.